# Daqing Shan (ö i Kina, Zhejiang)
Daqing Shan är en ö i Kina. Den ligger i provinsen Zhejiang, i den östra delen av landet, omkring 220 kilometer sydost om provinshuvudstaden Hangzhou.